# Krasnyj Mak
Krasnyj Mak (ukr. Красний Мак, ros. Красный Мак) – wieś na Ukrainie, w Autonomicznej Republice Krymu (de iure stanowiącej integralną część państwa ukraińskiego, w 2014 anektowanej przez Rosję i odtąd funkcjonującej jako Republika Krymu), w rejonie bakczysarajskim. W 2001 liczyła 1754 mieszkańców, wśród których 204 wskazało jako ojczysty język ukraiński, 1193 rosyjski, 326 krymskotatarski, 4 mołdawski, 2 białoruski, 1 ormiański, a 24 inny. Według spisu ludności przeprowadzonego przez okupacyjne władze rosyjskie populacja wsi w 2014 wynosiła 1663 osoby.